# Armenski iluminirani rokopisi
Armenski iluminirani rokopisi tvorijo ločeno tradicijo, povezano z drugimi oblikami srednjeveške armenske umetnosti, a tudi z bizantinsko tradicijo. Najstarejši ohranjeni primeri segajo v zlato dobo armenske umetnosti in literature v 5. stoletje. Zgodnji armenski iluminirani rokopisi so po svoji praznični zasnovi v armenski kulturi izjemni; občutijo moč umetnosti in univerzalnost njenega jezika . Največji armenski miniaturist Toros Roslin je živel v 13. stoletju.
Matenadaranski inštitut v Erevanu ima največjo zbirko armenskih rokopisov, vključno z evangeliji Mugni evangeliji in Ečmijadzinskimi evangeliji. Druga največja zbirka armenskih iluminiranih rokopisov je shranjena v skladišču svetega Jakoba v armenski četrti Jeruzalema, Jeruzalemskega patriarhata Svete armenske apostolske cerkve. Druge zbirke obstajajo v Britanski knjižnici, Bibliothèque nationale de France in drugih velikih zbirkah v mehitarističnih (op.: mehitaristi so zbor benediktinskih menihov armenske katoliške cerkve) ustanovah v Benetkah in na Dunaju, pa tudi v ZDA. Kalifornijska univerza v Los Angelesu (UCLA) med svojo zbirko armenskih rokopisov hrani iluminiran rokopis iz 14. stoletja, ki je eden največjih na svetu. Imajo tudi rokopis Gladzorjevih evangelijev .

## Armenski molitveni zvitek
Druga oblika iluminiranega rokopisa je molitveni zvitek, ki je tradicionalno vključeval slike armenske ikonografije, pa tudi svetopisemske odlomke ali nauke, vendar je bil v veliko manjši velikosti bolj oseben in prenosljiv verski zaklad. Armenski molitveni zvitki bi lahko vključevali ikonografijo, ki velja za vse krščanske sekte, na primer slike svetega Marka ali svetega Luke ali svetega Janeza, pa tudi plošče, ki prikazujejo pomembne trenutke v življenju Jezusa Kristusa. Za Armence pa bi zvitki vsebovali tudi ilustracije, značilne za zgodovino njihove države ali cerkve. Med njimi je bil sveti Gregor Razsvetitelj, ki je bil zaslužen za to, da je krščanstvo v armenskem jeziku v 4. stoletju prinesel Armencem ali sveti Narzes IV., ki je pomemben za rast krščanstva v Armeniji v 12. stoletju, pa tudi vzpostavljanje teologije čaščenja ikone v armenski cerkvi . Tako kot pri drugih tradicionalnih armenskih rokopisih so bile molitveni zvitki narisani in ponazorjeni z roko na velumu. Zvitek je služil kot osebni talisman za zaščito lastnika ali za potrebe in molitvene namene članov družine. Molitveni zvitki so bili omejeni in so vsebovali verske ilustracije, ki jim je sledilo versko besedilo. Zvitki so bili vedno precej dolgi, čeprav so bile natančne mere različne, odvisno od števila enot, ki so jih vsebovali. Lastnik takega verskega artefakta je lahko tesno zvijal velum in ga pri prenašanju prikril. Prikrivanje je bilo ključno za zaščito molitvenega zvitka, saj so bili iluminirani rokopisi in molitveni zvitki zelo cenjeni in tarča tatov. Pobožni Armenci so rokopise in druga umetniška dela Cerkve zelo spoštovali, ker so bili cerkev in njeni nauki pomemben del vsakdanjega življenja v srednjeveški Armeniji; cerkev je izpolnjevala vse duhovne, družbene, moralne in kulturne potrebe.

## Tehnike in pisava
Okrog 31.000 rokopisov  je še vedno ohranjenih po nenehnih vpadih v Armenijo skozi stoletja in novejši armenski diaspori, kjer je bilo na stotine tisoč Armencev razseljenih ali pobitih. Iluminirani rokopisi večinoma pripovedujejo verske nauke in evangelije Armencev in so jih prenašali prek družin. Tako dragoceni so bili ti rokopisi, da se je štelo za svetoskrunsko, da bi jih prodali ali poškodovali ali da bi rokopisi padli v sovražnikove roke. Večino rokopisov so napisali in ilustrirali menihi v samostanih. Številni rokopisi so zelo izpopolnjeni, prekriti v pozlačeni in briljantni barvi. Vendar obstaja še ena vrsta rokopisa, ki mu je bil odvzet nepotreben okras, brez barvnih ozadij in poslikan s prozornimi barvami, pogosto z manj popolno umetniško . Rokopise so krasila fantastična bitja in ptice, ki so pogosto tvorila začetne črke poglavij, da bi pritegnili oko, hkrati pa zagotavljali miselni premor, med katerim bi lepota ilustracije lahko osvežila um in duha. Tem briljantno ilustriranim črkam je sledil erkat'agir, neosebno pismo, imenovano tudi železno pismo, saj je bilo prvotno vklesano v kamen. Za pisanje in kolofon je bila uporabljena notarska pisava, imenovana notrgir, bologir 'zaobljene črke'  pa so se pogosto uporabljale kot minuskule pri pisanju rubrik, to so razdelki, zapisani z rdečim črnilom, da bi pritegnili pozornost. Za pisanje poglavij so uporabljali črne črke, ki so simbolizirale bolečino izvirnega greha, prostor z belim papirjem pa je simboliziral nedolžnost rojstva . Kolofon, prav tako napisan z rdečim črnilom, je bil po navadi najden na začetku ali koncu rokopisa in bi zagotavljal podatke o pisarju, mecenu, umetniku, datumu, kdaj, kje in za koga je rokopis ustvarjen. Pogosto je pisec dodajal zapiske o svojih delovnih razmerah ali anekdote o modrosti v kolofonu in jih pogosto napisal na robu rokopisa . Kako pomembno je bilo imeti rokopis, je lastnik bi v skript dodal svoje ime. Če je rokopis imel več lastnikov, bi bilo znotraj skripta mogoče najti več podpisov.

## Galerija
- Ečmijadzinov evangelij, 6.-7. stoletje
- Grigor Narekaci, 1173
- Vrnitev magov, Toros Roslin, 1262, Walters Art Museum
- Prečkanje Rdečega morja, 1266
- Evangelij, 13. stoletje
- Evangelij Smbat, 13. stoletje
- Evangelij, 13. stoletje
- Evangelij, 14. stoletje
- Grigor Tatevaci, 1449
- Eghiše, 1569
- Križanej Jezusa. Evangelij, 1609,  Bodleian Library
- Evangelij, Isfahan, 1610
- Krst Jezusa, 1615, Mesrop Khizan
- Sveti Janez evangelist, 1615, Mesrop Khizan